# Erica densifolia
Erica densifolia är en ljungväxtart som beskrevs av Carl Ludwig von Willdenow. Erica densifolia ingår i släktet klockljungssläktet, och familjen ljungväxter. Inga underarter finns listade i Catalogue of Life.